# Langano
Langano (amharsky ጣና ሐይቅ) je jezero v Etiopii. Má rozlohu 230 km². Leží ve svazovém státě Oromie 200 km jižně od Addis Abeby a 40 km severně od Šašamane, jeho nadmořská výška je 1 585 m. Maximální hloubka jezera dosahuje 46 metrů. Pobřeží je většinou skalnaté, nedaleko se nachází sopka Gara Alutu. Spolu se sousedními jezery je Langano pozůstatkem jezera Galla, které zaniklo zhruba před dvěma tisíci let. 
Prvním Evropanem, který podal zprávu o jezeře, byl německý přírodovědec Oscar Neumann. Langana je populárním cílem výletů pro cizince i majetné obyvatele hlavního města. V okolí žije množství zvěře, např. hroch obojživelný, prase bradavičnaté a pavián anubi. Voda v jezeře se vyznačuje vysokým obsahem uhličitanu sodného a je domorodci pokládána za léčivou. Sedimenty jí dávají charakteristické červenohnědé zbarvení. Jezerní ichtyofaunu tvoří převážně keříčkovec červenolemý, tlamoun nilský a parmička bažinná. Langano je využíváno ke koupání, neboť je jediným etiopským jezerem, v němž nežijí nebezpeční paraziti z rodu Schistosoma.
Langano se nachází v seizmicky aktivní oblasti Velké příkopové propadliny. V roce 1906 zde došlo k zemětřesení, po němž vytryskl na ostrově Edo Laki gejzír, který zanikl koncem šedesátých let. Další zemětřesení postihlo oblast v roce 1985.